# Letham (Falkirk)
Pour les articles homonymes, voir Letham.
Letham est un village situé dans le Falkirk, en Écosse.